# Convair B-58 Hustler
Il Convair B-58 Hustler fu il primo bombardiere supersonico a turbogetto a diventare operativo e il primo in grado di raggiungere Mach 2. Il velivolo fu sviluppato per la statunitense United States Air Force per operare all'interno dello Strategic Air Command (SAC) nel corso della seconda metà degli anni cinquanta. In origine, il progetto prevedeva missioni ad alta quota e velocità con lo scopo di evitare gli intercettori sovietici nel contesto della guerra fredda. L'introduzione in servizio di nuove generazioni di missili terra-aria ad alte prestazioni, obbligò i B-58 a convertirsi in aerei da attacco per penetrazioni a bassa quota, in ciò limitando fortemente l'autonomia disponibile e quindi il ruolo strategico. Questo fatto comportò una breve vita operativa del progetto che si svolse interamente tra il 1960 e il 1969. Il ruolo dell'Hustler fu sostenuto da altri bombardieri supersonici specializzati, quali il General Dynamics F-111 e il successivo B-1 Lancer.
Il B-58 ebbe una grande notorietà presso il pubblico americano a causa dei boom sonici che spesso venivano uditi al suo passaggio in volo supersonico.

## Storia del progetto

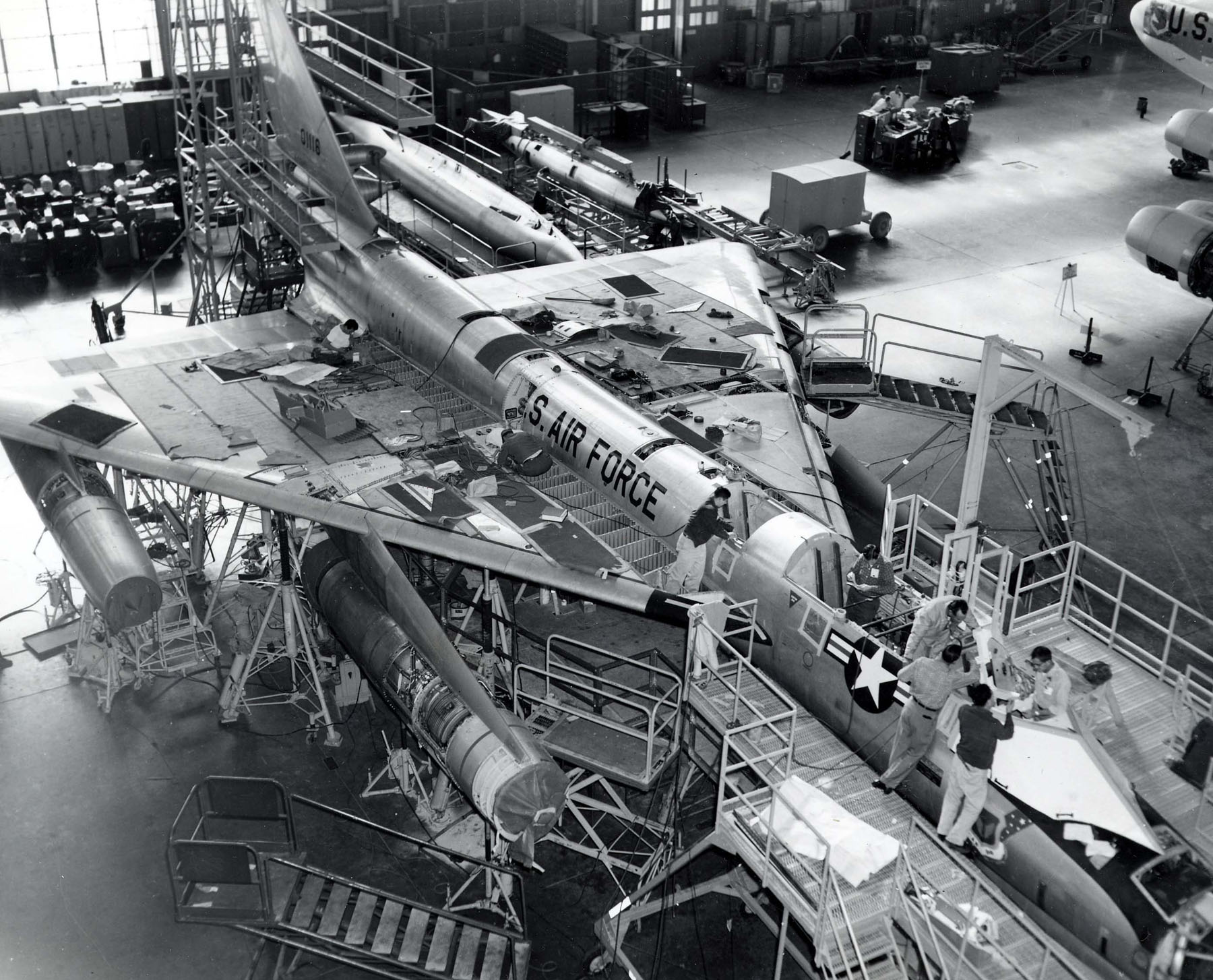
Costruzione di un B-58

L'inizio dello sviluppo del Convair B-58 può essere fatto risalire allo studio designato GEBO I (GEneralized BOmber study I), avviato nell'ottobre del 1946. Questo studio era volto alla acquisizione di un bombardiere in grado di superare Mach 1.
Tre anni più tardi il GEBO I venne però abbandonato in quanto finiva per sovrapporsi con il Boeing B-52. Nello stesso tempo, marzo del 1949, venne avviato lo studio GEBO II. Scopo di questo programma era quello di verificare l'equazione portanza/resistenza applicandola ai grandi velivoli supersonici. La teoria indicava che un bombardiere supersonico, alla stessa velocità, avesse una resistenza cinque volte superiore a quella di un caccia. Pertanto si ipotizzava che la potenza richiesta fosse anch'essa cinque volte superiore mentre che il raggio d'azione divenisse cinque volte inferiore.
Lo sviluppo di questo nuovo studio venne portato avanti dalla Boeing e dalla Convair. Le due ditte presentarono ognuna un proprio progetto. La Convair presentò il progetto per un aereo parassita che doveva essere portato in volo da un Convair B-36. Il velivolo sarebbe stato rilasciato ad una certa distanza dall'obiettivo e, una volta compiuta la missione, sarebbe ritornato all'aereo-madre con il quale avrebbe fatto ritorno alla base. Designato FZP-100 questo aeroplano aveva una configurazione bimotore con ali a delta. La scelta di questa particolare, e per l'epoca abbastanza innovativa, configurazione alare venne decisa analizzando la massa delle ricerche condotte dai tedeschi durante la seconda guerra mondiale. Venne coinvolto anche Alexander Lippisch, ingegnere tedesco da sempre sostenitore dell'ala a delta. Questa configurazione venne quindi scelta per il progetto che la ditta sottopose all'USAF. I motori avrebbero dovuto essere due J53 prodotti dalla General Electric. Era prevista anche la possibilità di montare un terzo motore che poteva essere montato installando un apposito pod ventrale. Il peso dell'FZP-100 era stimato in 43.350 kg. L'USAF assegnò alla ditta un contratto di otto mesi per sviluppare quello che venne designato Long Range Supersonic Bomber/Recoinnasance Airplane MX-1626.
L'8 dicembre 1951 il SAC emise la nuova specifica la GOR SAB-51 (General Operational Requirement Strategic Bombardament System SAB-51). Questa nuova richiesta era rivolta alla acquisizione di un velivolo capace di volare a Mach 1,5 alla quota di 15.250 metri e a Mach 0.9 alla quota minima. La specifica GOR SAB-51 fu nuovamente inviata sia alla Boeing che alla Convair.
Nel frattempo il progetto della Convair aveva subito una evoluzione. Da bimotore era divenuto un quadrimotore con i reattori alloggiati su piloni subalari. Le ali a delta erano state mantenute mentre l'abitacolo era stato completamente riprogettato. Tra le altre caratteristiche del nuovo progetto si annoverava la possibilità di essere rifornito in volo e quella di ospitare l'intero carico bellico all'interno di un pod ventrale sganciabile. Questa sistemazione permetteva di evitare di dover realizzare una stiva all'interno della fusoliera. Ogni pod era in grado di contenere una bomba atomica W39 e circa 15.927 litri di carburante.
Nell'ottobre del 1952 l'USAF firmò un contratto per la costruzione di due prototipi. Il 5 marzo del 1953 a questo aereo venne assegnata la designazione di XB-58/XRB-58 in quanto doveva essere realizzato sia in versione bombardiere che ricognitore. Quest'ultima con il procedere dei lavori venne abbandonata. Il progetto era però conosciuto anche come WS-102 (Weapon System-102) mentre per la ditta era il Model 4. Il personale tecnico lo soprannominò Hustler (ragazzo che si dà da fare), nomignolo che in seguito divenne il nome ufficiale del bombardiere. Due anni più tardi verranno ordinati 16 esemplari di preserie, YB-58, e 31 pod ventrali. Questi velivoli dovevano essere utilizzati nei test. In seguito l'ordine fu modificato riducendo gli esemplari richiesti ad 11 che in seguito furono portati a 17. Fin dall'inizio della progettazione il bombardiere era pensato quale vettore di armi nucleari e venne esclusa la possibilità di armarlo con un carico bellico convenzionale.
Diverse altre ditte vennero coinvolte nel progetto. Lo sviluppo e la realizzazione dei motori fu affidata alla General Electric mentre la Sperry curava l'avionica e in particolare il radar di attacco/navigazione che costituiva il pilastro delle capacità operative del velivolo. La Hamilton Standard doveva realizzare il sistema di condizionamento dell'aria mentre la Bendix i servomeccanismi dei controlli di volo. Questi ultimi erano costituiti da un timone verticale in coda e da alettoni/elevoni divisi in tre sezioni per ogni ala. Durante il lavoro di sviluppo venne scoperto che, per comandare queste superfici nel volo supersonico, era necessario applicare una forza superiore di cento volte rispetto a quella richiesta per gli analoghi comandi di un velivolo da caccia. La costruzione dei primi tredici esemplari, due prototipi e undici esemplari di pre-serie, venne autorizzata il 29 giugno del 1954 e il primo XB-58 uscì dallo stabilimento di Fort Worth il primo settembre del 1956.
Il primo XB-58 volò l'11 novembre 1956. L'equipaggio era composto dal pilota collaudatore Beryl A. Erickson e dai tecnici John D. McEachem e Charles P.Harrison e rimase in volo per 28 minuti. I motori erano quattro turbogetti General Electric J79-GE-1 che fornivano, con la postcombustione, una spinta di 6.486 kg (14.300 lb). Il prototipo si rivelò in grado di soddisfare tutte le richieste senza dover subire modifiche importanti. Per molti aspetti i risultati favorevoli dei test si possono considerare un risultato eccezionale se si tiene presente che molte decisioni progettuali furono prese basandosi principalmente su ipotesi informate a causa dei pochi dati disponibili sul volo supersonico disponibili all'epoca. Il 30 dicembre dello stesso anno venne superata per la prima volta la velocità di Mach 1 mentre il 29 giugno del 1957, al suo 24° volo, il velivolo fu portato a Mach 2. Il secondo prototipo ebbe uno sviluppo più travagliato a causa di problemi ai motori e il suo primo volo fu compiuto solo il primo febbraio 1957.
Nonostante questo iniziale successo l'Hustler rimase comunque un velivolo enormemente complesso e difficile da immettere in servizio. Il programma di sviluppo richiese alla fine l'utilizzo di trenta aerei, 2 XB-58 e 28 YB-58 sette dei quali andarono persi, e di 35 pod ventrali MB-1C. Gli esemplari di preserie montavano la versione -5 o -5A del J79. Quest'ultima fu montata anche su 86 B-58A di produzione mentre negli ultimi esemplari vennero adottate le versioni -5B o -5C dello stesso motore. Il primo esemplare di produzione venne consegnato nel marzo del 1960. A questo seguirono altri 85 esemplari. Furono portati allo standard B-58A anche 11 esemplari di preserie già utilizzati nei test. Il velivolo venne realizzato in anche in altre due versioni.
A partire dal 1960 al pod MB-1C venne affiancato il nuovo TCP (Two-Component Pod). Questo nuovo pod era lungo 18,9 metri ed era diviso in due parti poste una dentro l'altra sganciabili separatamente. Nella parte esterna, più grande, veniva stivato il carburante mentre quella interna, denominata BLU-2/B-2, conteneva il carico bellico vero e proprio costituito di solito da una bomba nucleare BA53. In questa parte del pod potevano anche essere montati sistemi di ripresa, contromisure elettroniche o altro carburante.

## Tecnica
Il B-58 era un velivolo bisonico con ali a delta e si presentava quasi come una versione in scala superiore dei caccia F-102 e F-106, prodotti dalla Convair.
Le superfici mobili erano costituite dai soli elevoni che svolgevano la doppia funzione di alettoni e di elevatori. Era dotato di motori J79-GE nelle versioni-5A, -5B e -5C la cui spinta variava dai 4.400 kg fino ai 4.675 kg senza postcombustione. Il velivolo poteva imbarcare 41.230 litri di carburante praticamente stivati in ogni spazio disponibile della cellula e delle ali. Altri 14.718 litri di combustibile potevano essere contenuti nel grande pod ventrale. Sempre nel pod era contenuto il carico bellico. L'intero pod poteva essere sganciato in volo. In seguito il velivolo venne dotato di quattro piloni subalari sui quali poteva trasportare quattro bombe termonucleari B-43 e B-61. Pur essendo nato per compiere attacchi nucleari nel 1967 venne sperimentata, senza che si superasse questo stadio, anche la possibilità di utilizzarlo come bombardiere convenzionale caricando sui piloni dodici bombe da 225 kg.

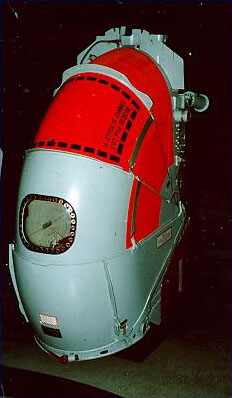
La capsula di sopravvivenza del B-58

L'adozione del pod, con il suo grande diametro, rese necessario realizzare un carrello triciclo con gambe molto lunghe. Quella anteriore era dotata di due ruote mentre le altre due gambe avevano otto ruote ciascuna.
La fusoliera venne appositamente progettata per essere estremamente compatta. Nella sua realizzazione furono utilizzati anche una serie di piccoli trucchi aerodinamici intesi a migliorare il rapporto portanza/resistenza in modo da ottenere prestazioni in linea con quelle richieste. In particolare venne anche applicata la cosiddetta regola delle aree che la Convair stava già utilizzando nella realizzazione del suo caccia supersonico F-102 Delta Dagger e sul successivo F-106. Di conseguenza la fusoliera del bombardiere venne riprogettata per adattarsi a questa nuova configurazione aerodinamica. Per realizzare la struttura furono utilizzati anche gli allora innovativi pannelli a nido d'ape, che promettevano di resistere all'elevato calore prodotto dal volo supersonico a Mach 2.
Il B-58 era dotato di un ampio apparato elettronico costituito da un radar da attacco/navigazione AN/ASQ-42 al quale era accoppiato un radar Doppler AN/APN-113 utilizzato per la sola navigazione. Per la difesa era stato montato un radar Emerson RD-7 e un radar passivo AN/ALR-12. Sotto il timone era posta una torretta a controllo remoto Emerson MD-7n armata con un cannone M61A1 da 20 mm. Era inoltre presente un disturbatore elettronico AN/ALQ-16 e un sistema IFF AN/APX-47 mentre nelle ali erano stati inseriti dei lanciatori di Chaff AN/ALE-16.
L'equipaggio, ognuno dotato di un proprio seggiolino eiettabile, era composto da tre persone (pilota, navigatore e operatore ai sistemi di difesa) che sedevano uno dietro l'altro. Inizialmente furono montati dei seggiolini eiettabili Convair SAC Seat che però funzionavano solo fino a 1.111 km/h e alla quota massima di 15.250 metri. In seguito furono sostituiti con delle capsule eiettabili appositamente realizzate dalla Stanley Aviation e capaci di funzionare a partire da velocità dell'ordine di 185 km/h e senza limitazioni di quota. Ogni seggiolino era dotato di una capsula individuale di sopravvivenza.

## Versioni
In totale entreranno in servizio 122 B-58 dei quali 97 bombardieri B-58A, 17 ricognitori RB-58A e 8 addestratori TB58A. Questi ultimi erano ottenuti dalla trasformazione di 4 YB-58 e di altrettanti B-58A. Nella versione destinata all'addestramento l'istruttore prendeva posto nell'abitacolo dietro al pilota. Questa sistemazione limitava molto il suo campo visivo e si cercò di migliorare questa situazione spostando di poco verso sinistra il suo posto di pilotaggio. Una terza versione la RB-58A, era stata sviluppata per la ricognizione. Tutti gli esemplari realizzati furono anch'essi ottenuti modificando esemplari di preproduzione. Furono proposte anche delle versioni ingrandite del B-58 che avrebbero dovuto assumere la designazione di B-58B e B-58C che però non vennero mai realizzate. Un velivolo, designazione NB-58A, venne trasformato in banco prova volante per i motori J93 che sarebbero stati utilizzati sul bombardiere North American XB-70 Valkyrie.

## Impiego operativo
La prima unità ad essere equipaggiata con il nuovo velivolo fu il 6596th Test Squadron che utilizzò i primi 17 esemplari di serie. Con la fine del periodo dedicato alle prove l'unità assunse la designazione di 65th Combat Crew Training Squadron. La base era sulla Carswell AFB e continuò ad utilizzare la maggior parte dei velivoli utilizzati nella fase di sperimentazione. Il 15 marzo 1960 il 65th Combat Crew Training Squadron venne sciolto per divenire il 43rd Bombardment Wing che, trasferito sulla base aerea di Little Rock, Arkansas, divenne operativo nell'agosto del 1962. Questo Bombardment Wing era composto dal 63rd, 64th e 65th Bomber Squadron. L'altra unità a venire dotata del B-58 fu il 305th Bomber Group con base nell'Indiana. Di questa unità facevano parte gli Squadron 364th, 365th e 366th. Furono i bombardieri di questa unità i velivoli sui quali venne sperimentata la possibilità di effettuare bombardamenti con armi convenzionali.

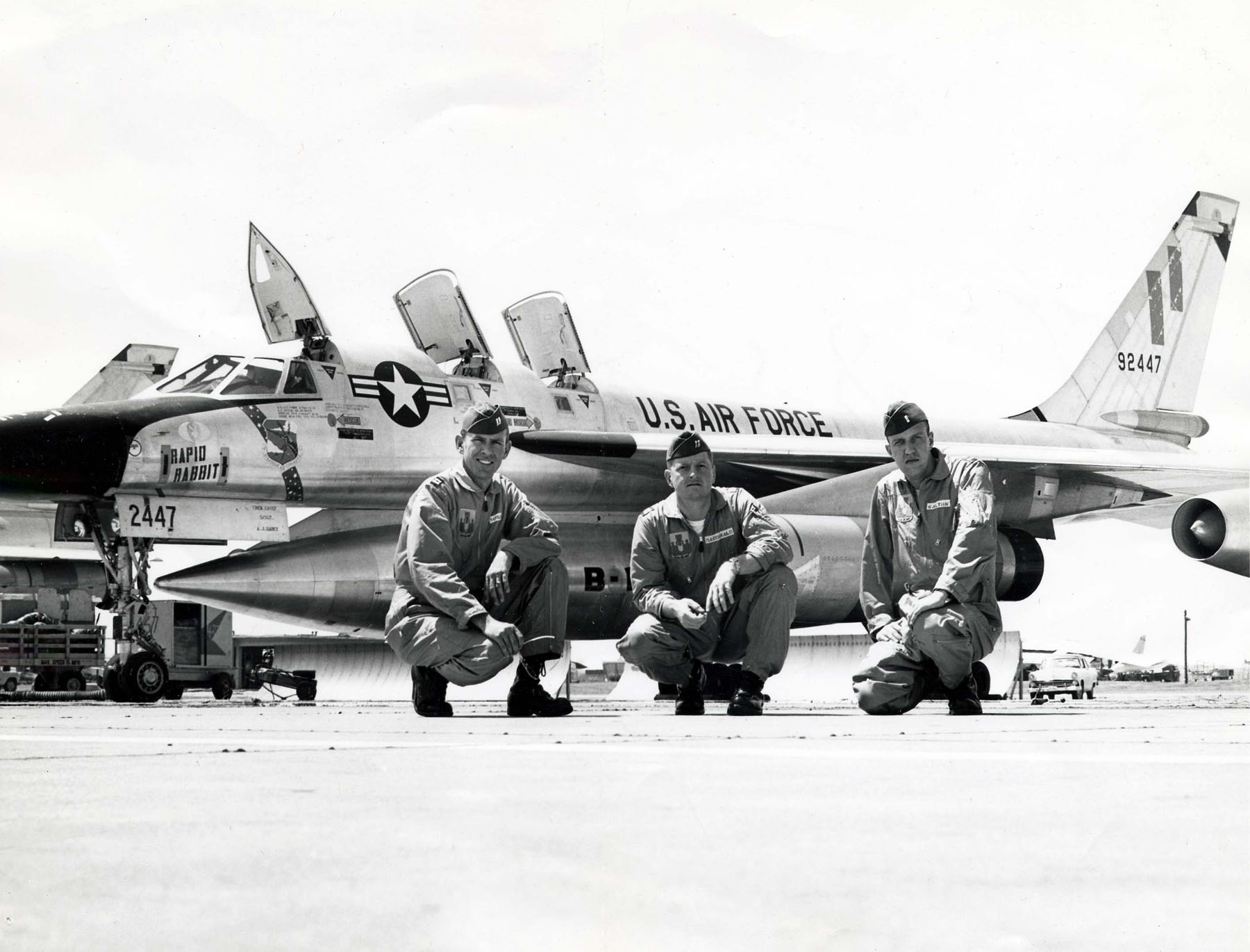
L'equipaggio di un B-58 davanti al proprio velivolo

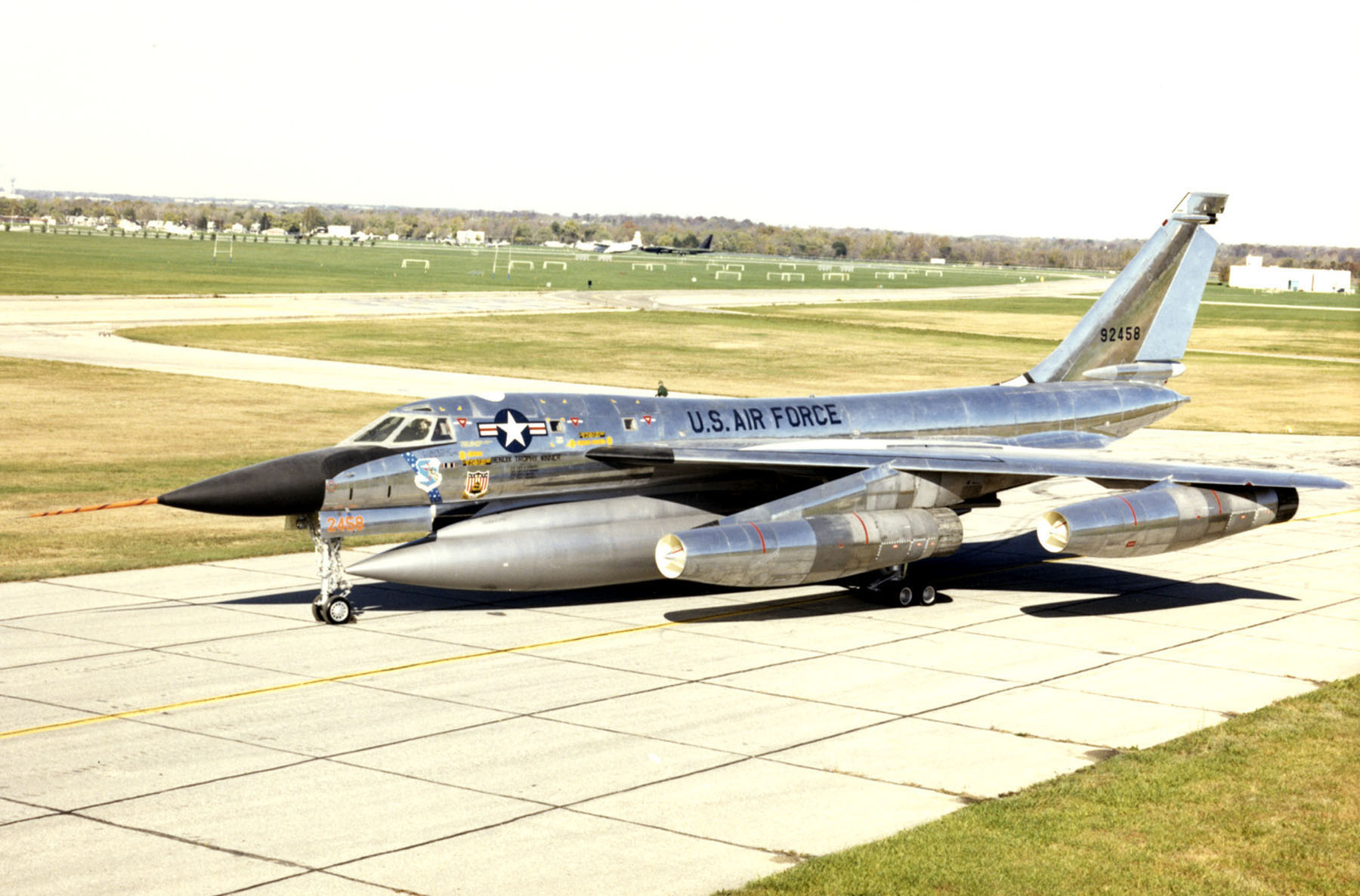
Il B-58 a terra

L'utilizzo del pod richiese la realizzazione di tattiche di attacco specifiche. Il velivolo partiva senza carburante nel pod. Si riforniva in volo per raggiungere il peso massimo consentito di 80.342 kg riempiendo anche il serbatoio del pod. Entrava in territorio avversario a bassa quota e alla velocità di circa 1.112 km/h. Nelle vicinanze dell'obiettivo effettuava una veloce cabrata e una rapida accelerazione che lo portava a 16.765 m e alla velocità di 2.126 km/h. Al culmine dell'ascesa il pod veniva sganciato eseguendo una manovra detta Toss-Bomb, in pratica la bomba ricadeva al suolo seguendo una traiettoria balistica, mentre il velivolo si allontanava alla massima velocità.
Dalla metà degli anni sessanta il velivolo fu trasformato per essere impiegato come bombardiere a bassa quota e a corto raggio. Per svolgere questa sua nuova missione venne dotato di due punti di attacco sotto le radici alari che permettevano il trasporto di 3.175 kg di carico bellico, di solito composto da quattro bombe termonucleari B41.
Nella sua breve carriera il B-58 conquistò diversi record di velocità, distanza e altezza. L'unica missione operativa è stata effettuata dal B-58 serial number 55-668. Questo velivolo era in origine un TB-58A che venne trasformato in ricognitore strategico dotandolo di un radar AN/APS-73. Durante la crisi dei missili di Cuba portò a termine almeno un passaggio sul territorio dell'isola.
Il B-58 è stato un velivolo estremamente innovativo e dalle prestazioni, ancora oggi, eccezionali ma troppo estremo, specializzato e costoso, si diceva che costasse più del suo peso in oro, per adeguarsi ai nuovi scenari. Nel gennaio del 1970 tutti i B-58 erano stati ritirati dal servizio attivo.

## Esemplari attualmente esistenti

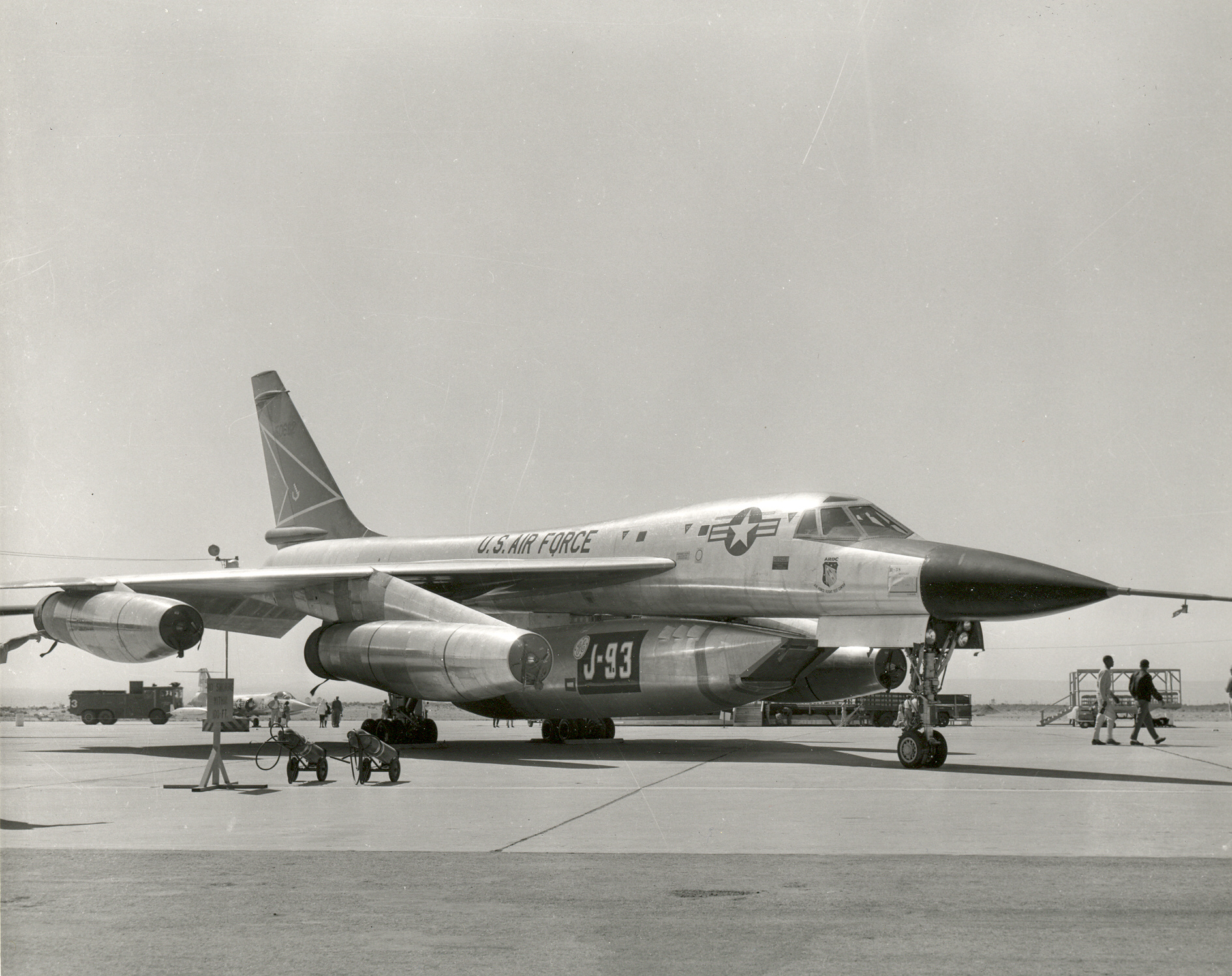
L'NB-58A con un motore J93 al posto del normale pod ventrale

Al 2007, sono otto i B-58, delle diverse versioni, conservati presso alcuni musei o basi dell'U.S.A.F.:
- TB-58 #55-0663 Grissom Air Museum, Peru, Indiana (esemplare più anziano essendo il 4° B-58 costruito)
- B-58A #55-0665 Edwards Air Force Base,California "Snoopy"
- B-58A #55-0666 Chanute Air Museum, Rantoul, Illinois
- TB-58 #55-0668 Lone Star Flight Museum, Galveston, Texas, Texas "Wild Child II"
- B-58A #59-2437 Kelly Air Force Base, San Antonio, Texas, Texas "Firefly II"
- B-58A #59-2458 National Museum of the United States Air Force, Wright-Patterson Air Force Base, Ohio, Ohio "Cowtown Hustler"
- B-58A #61-2059 Strategic Air and Space Museum, Ashland, Nebraska
- B-58A #61-2080 Pima Air & Space Museum, Tucson, Arizona - Ultimo B-58 consegnato

## Nella cultura di massa
- Il “Tartajet”, primo velivolo a motore delle tartarughe ninja, è un Convair B-58 Hustler modificato tale da sganciare aerei da caccia (pilotati dai guerrieri mutanti) nelle missioni aeree.

### Pubblicazioni
- Sgarlato, N., (2007), Il B-58 Hustler, in Aeronautica & Difesa, marzo, pp. 60–65
- Sgarlato, N., (2007), I bombardieri del SAC, in Aeronautica & Difesa, aprile, pp. 58–63